# Benty
Benty est une ville de Guinée dans la préfecture de Forécariah (Région de Kindia).

## Histoire
Pendant la traite négrière transatlantique, Benty a été un port d'embarquement des esclaves. Au XIXe siècle, avec l'abolition, la ville est tombée en déclin.
Par la suite, une position militaire française dépendant de la colonie du Sénégal s'y est établie en 1866, à l'embouchure du fleuve Mellacorée, placée ainsi à proximité du territoire britannique de la Sierra Leone, au sud-est du territoire de la Guinée moderne. Benty est le chef-lieu du cercle de Mellacorée. En 1881, un traité établit les frontières entre la Sierra Leone et le cercle de Mellacorée.
En 1936, Benty devient une importante station bananière. Cela a duré jusqu'aux années 1950. En 1954, les planteurs de bananes décident d'établir un port d'exportation de leurs produits et utilisent l'ancien port des esclaves,. Après l'indépendance, ces propriétés sont nationalisées, en 1964, et deviennent des coopératives et des fermes d'État.
En 2015, la population de Benty est durement éprouvée par l'épidémie d'Ebola.

## Économie
En 2020, le ministère des hydrocarbures guinéen autorise la société Benti Energie à étudier la faisabilité de la construction d'un terminal pétrolier. En 2021, une voie de chemin de fer de 650 km de long est par ailleurs en construction pour acheminer le minerai de fer depuis Simandou jusqu’au port maritime en eau profonde de Benty.